# Harman International
Harman International Industries, Incorporated é uma empresa americana que projeta e desenvolve produtos conectados para fabricantes de automóveis, consumidores e empresas em todo o mundo, incluindo sistemas car-connected. Além de produtos de áudio e visuais, automação empresarial, e serviços conectados. Com sede em Stamford, Connecticut - EUA, a Harman mantém grandes operações nas Américas, na Europa e nos Estados Unidos, bem como Ásia, comercializando os seus produtos em mais de vinte marcas: AKG Acoustics, AMX, Crown Audio, Harman/Kardon, Infinity, JBL, JBL Professional, Lexicon, Mark Levinson, Martin, Revel, Soundcraft e Studer. Em 14 de novembro de 2016, Harman entrou em um acordo para ser adquirida pela empresa sul-coreana Samsung Electronics. Em março de 2017, a Samsung finaliza a aquisição da Harman por aproximadamente US$ 8 bilhões, aos acionistas da Harman essa aquisição fará com que eles recebam 112($) dólares por cada ação.

## História
Sidney Harman e Bernard Kardon fundaram a predecessora da Harman International, chamada Harman Kardon, em 1953. Harman e Kardon eram engenheiros por treinamento e tinham trabalhado na Bogen Company, que era então a principal fabricante de sistemas de comunicação de áudio públicos. Sua colaboração ajudou a criar uma nova indústria: áudio de alta fidelidade. Harman comprou a parte de seu sócio em 1956 e então expandiu a Harman Kardon em uma grande empresa de áudio, de acordo com uma biografia escrita pelo Consumer Electronics Hall of Fame.

## Aquisições e expansão
Na década de 1970, Harman aceitou uma nomeação na administração do presidente Jimmy Carter como secretário-adjunto do Departamento de Comércio dos Estados Unidos. Quando Harman assumiu o cargo em 1976, ele vendeu sua empresa para o conglomerado Beatrice Foods para evitar um conflito de interesses. Beatrice rapidamente vendeu muitas porções da empresa, incluindo a divisão Harman Kardon original, e em 1980 apenas 60% da empresa original permaneceu.
Depois de deixar o governo em 1978, ele criou a Harman International Industries e readquiriu uma série de negócios que vendeu para Beatrice. A empresa continuou seu plano de crescimento com uma série de aquisições ao longo dos anos 80 que empurraram as vendas da Harman International de cerca de US $80 milhões em 1981 para mais de US $200 milhões em 1986 e depois para mais de US $500 milhões em 1989. A Harman International se tornou uma empresa de capital aberto em 1986 com uma oferta de ações na Bolsa de Valores de Nova York. O dinheiro da venda foi usado para, entre muitas outras compras, comprar a empresa Soundcraft, que era uma produtora da Inglaterra de mesas de mixagem profissionais em 1988, e mais tarde a DOD Electronics Corp. com sede em Salk Lake City, o produtor eletrônico digital DOD Electronics Corp. de Salt Lake City. Em 1990, a Harman International estava vendendo equipamentos de áudio para consumidores sob marcas como JBL, Harman Kardon, Infinity e Epicure, bem como sistemas de áudio profissionais com marcas como JBL Professional, UREI, Soundcraft, Allen & Heath, dbx, Studer, DOD, Lexicon, AKG, BSS, Orban, Quested and Turbosound (a última atualmente sob o controle da Music Group).
Em julho de 2011, a Harman adquiriu a MWM Acoustics, uma empresa privada especializada em tecnologia de alto-falantes e microfones para eletroeletrônicos e telefonia corporativa. A combinação da MWM Acoustics, Branded Audio e AKG Automotive Microphones tornou-se a Embedded Audio Business Team.
A Harman expandiu-se em 2013 ao adquirir a empresa de iluminação profissional Martin Professional.
Em junho de 2014, a Harman completou a aquisição da AMX LLC, do Grupo Duchossois, trazendo sistemas de controle e automação empresariais, bem como switches e sistema de distribuição de áudio/vídeo para as ofertas da Harman.
Em março de 2015, Harman adquiriu a divisão automotiva da Bang & Olufsen por 145 milhões de euros ($156 milhões de dólares) pela unidade, bem como as taxas de licença de tecnologia. A compra não incluiu o negócio de eletrônicos de consumo da Bang & Olufsen.
Em 2015, reconhecendo o crescente papel do software e serviços nos mercados que serve, a Harman expandiu suas capacidades na nuvem, em mobilidade e análise com as aquisições da Symphony Teleca, uma empresa de serviços de software com sede em Mountain View, Califórnia, e a Redbend, fornecedora israelense de tecnologia de gerenciamento de software para dispositivos conectados, software over-the-air (OTA) e serviços de atualização de firmware. Com essas adições, a Harman anunciou a formação de uma quarta divisão, que chamaram de Serviços Conectados (Connected Services).
Em março de 2016, a Harman adquiriu a empresa de segurança automotiva cibernética TowerSec. Esta aquisição aumentou as competências da Harman no emergente campo da cibersegurança automotiva. Isto foi evidenciado pelo lançamento subsequente do "quadro de segurança 5 + 1" da empresa, que incorpora a tecnologia "ECU shield" da TowerSec. Essa aquisição foi notável por demonstrar ainda mais o desejo da Harman de expandir além de suas áreas de negócios tradicionais de sistemas de áudio e entretenimento parra automóveis.
Em novembro de 2016, a Samsung decidiu adquirir a empresa por um valor de $8 bilhões de dólares em dinheiro.
Em dezembro de 2016, a Harman investiu em uma startup que produz telas de projeção que ficam na frente dos pára-brisas do carro, sinalizando uma nova área que planeja explorar sob a propriedade da Samsung Electronics.
Em fevereiro de 2017, os acionistas da Harman International votaram a favor da aquisição pela Samsung.

## Private equity
A Harman International Industries desapareceria da Bolsa de Nova York no terceiro trimestre de 2007 devido a uma compra da KKR e da Goldman Sachs Capital Partners. No entanto, a partir de meados de setembro de 2007, a KKR anunciou que iria voltar atrás no negócio. As ações da Harman caíram mais de 24% naquele dia.
Coincidente com o acordo de compra, Dinesh C. Paliwal foi contratado como presidente da empresa e CEO em julho de 2007. Paliwal foi um veterano do turn-around corporativo. Durante seu mandato como presidente das operações nos EUA da ABB, fabricante suíça de equipamentos de automação, a empresa passou de uma organização com grandes perdas financeiras para um crescimento de dois dígitos, dobrou o preço da ação em um ano, e viu suas classificações de obrigações melhoradas pela Moody's e pela Standard & Poors.
Em 1 de julho de 2008, Sidney Harman foi sucedido por Dinesh Paliwal como Presidente do Conselho.

## Marcas
- AKG Acoustics - microfones/fones de ouvido
- AMX - dispositivos de comutação e controle de vídeo
- Bang & Olufsen Automotive
- Becker - entretenimento a bordo de carros
- BSS Audio - processamento de sinais
- Crown International - amplificadores
- dbx Professional Products - processadores de sinais
- DigiTech - produtos para guitarras
- HardWire  - pedais de guitarras
- HiQnet - áudio digital via rede, baseado em Ethernet
- harman/kardon - áudio para casa e carros
- Infinity - alto-falantes para casa e carros
- JBL - alto-falantes e amplificadores para casa e carros, alto-falantes profissionais
- Lexicon - processamento digital
- Mark Levinson Audio Systems - áudio para casa e carro
- Martin Professional - Iluminação arquitetônica e de palco, além de acessórios de efeitos visuais
- Revel - alto-falantes para casa e carros
- Selenium - alto-falantes e amplificadores profissionais e para casa e carro, além de mesas de som e mixers.
- S1nn GmbH & Co.
- Soundcraft - mixer
- Studer - mixer

## Número de empregados
| Ano Fiscal | Total  | America do Norte | Fora da América do Norte |
| ---------- | ------ | ---------------- | ------------------------ |
| 2016       | 26,000 | 7,300            | 18,700                   |
| Mar. 2016  | 29,000 | -                | -                        |
| Fev. 2016  | -      | -                | -                        |
| Set. 2015  | 28,000 | -                | -                        |
| 2015       | 24,197 | 6,793            | 17,404                   |
| 2014       | 14,202 | 5,599            | 8,603                    |
| 2013       | 12,221 | 4,509            | 7,712                    |
| 2012       | 11,386 | 4,169            | 7,197                    |
| 2010       | 9,816  | 3,362            | 6,454                    |
| 2008       | 11,694 | 4,834            | 6,860                    |
| 2007       | 11,688 | 5,611            | 6,077                    |